# U-Bahn-Station Aderklaaer Straße
Aderklaaer Straße is een metrostation in het district Floridsdorf van de Oostenrijkse hoofdstad Wenen. Het station werd geopend op 2 september 2006 en wordt bediend door lijn U1. 

## Geschiedenis
Op 26 januari 1968 werd besloten om een metronet in Wenen aan te leggen met drie lijnen waaronder  de U1 tussen Reumannplatz en Praterstern. De nadere uitwerking van het metronet, de U-Bahn-Netzvariante M uit 1970, omvatte een veel groter net met verlengingen die pas later zouden worden toegevoegd. Hierin zou de noordelijke verlenging de U1 de Wagramer Straße volgen van Kagran naar Süßenbrunn. De laatste bestemming was voor de lange termijn en als voorlopig noordelijk eindpunt was bij het kruispunt Wagramer Straße/Rautenweg het station Großfeldsiedlung voorzien. Het tracébesluit voor de verlenging koos ten noorden van Rennbahnweg echter voor een westelijkere route naar station Leopoldau. Hieraan werd station Aderklaaer Straße gerealiseerd ongeveer 300 meter ten westen van het in 1970 beoogde eindpunt. De naam Großfeldsiedlung is gebruikt voor het station tussen Aderklaaer Straße en Leopoldau. 

## Ligging en inrichting
Het station ligt parallel aan de Holzmanngasse tussen de Aderklaaer Straße en de Baldassgasse. De naamgevende straat werd in 1910 genoemd naar het dorp Aderklaa in Neder-Oostenrijk vlak buiten de stadsgrens van Wenen. Het perron heeft aan beide uiteinden een toegang met een vaste trap en een lift. De zuidelijke toegang ligt aan de onderdoorgang van de Aderklaaer Straße onder de sporen, de noordelijke ligt aan een voetgangersbrug over de sporen bij de Baldassgasse.
De kleine reizigersstroom leidde begin 2007 tot het voorstel van de Wiener Linien om het station te sluiten tot het gebied ten oosten van het station, de Brachmühle, zou zijn ontwikkeld. In 2009 werd begonnen met de aanleg van een P&R terrein met 1500 parkeerplaatsen, dit werd op 21 september 2010 geopend. Tussen 2013 en 2015 werd Citygate opgetrokken op het braakliggende terrein. Het project omvatte de bouw van 1000 woningen en een winkelcentrum met 15.000 m² winkelruimte. Op het terrein kwam ook een openbaar park dat aan de oostzijde begrensd wordt door twee woontorens van 80 en 100 meter hoog. 

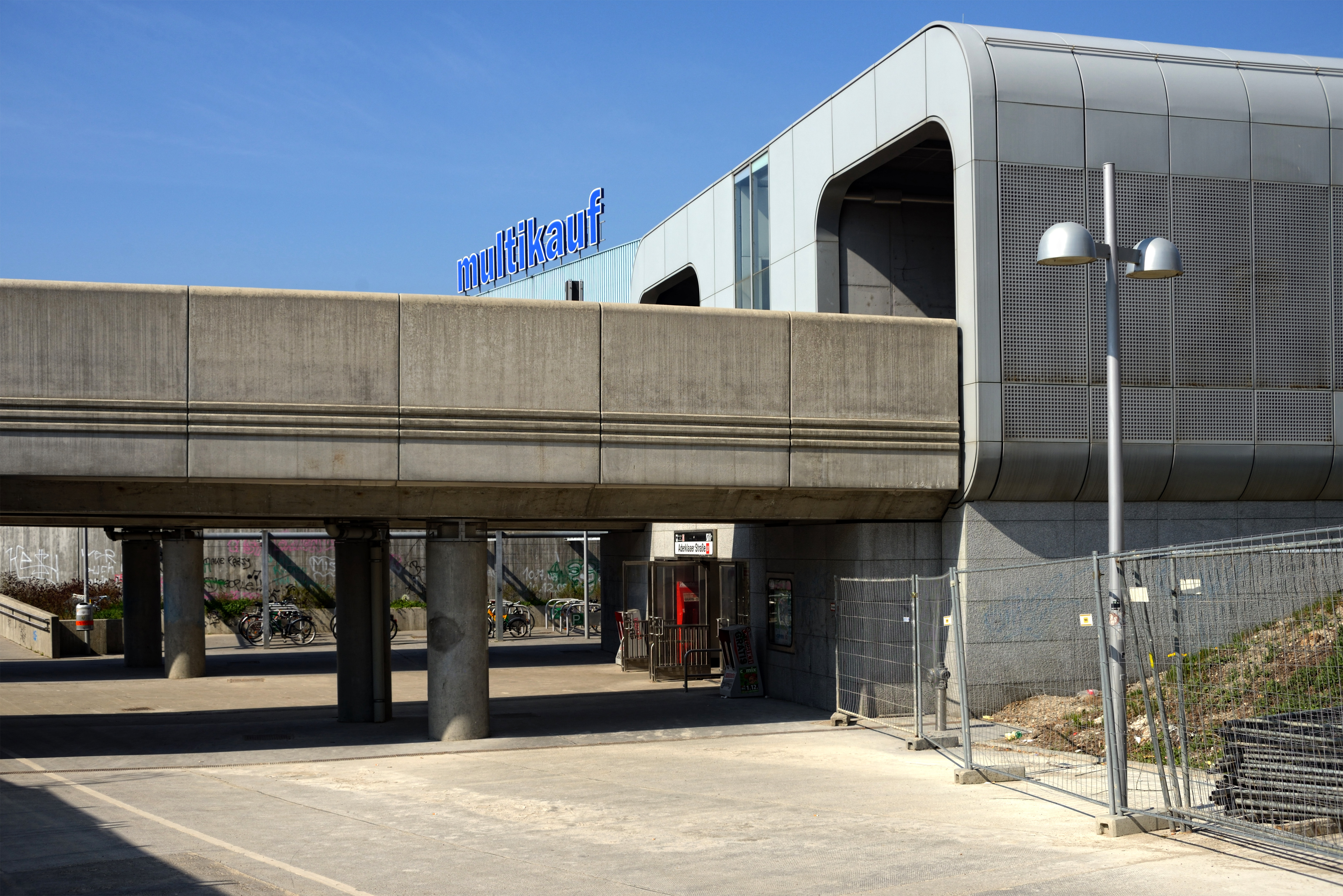
De zuidelijke toegang.
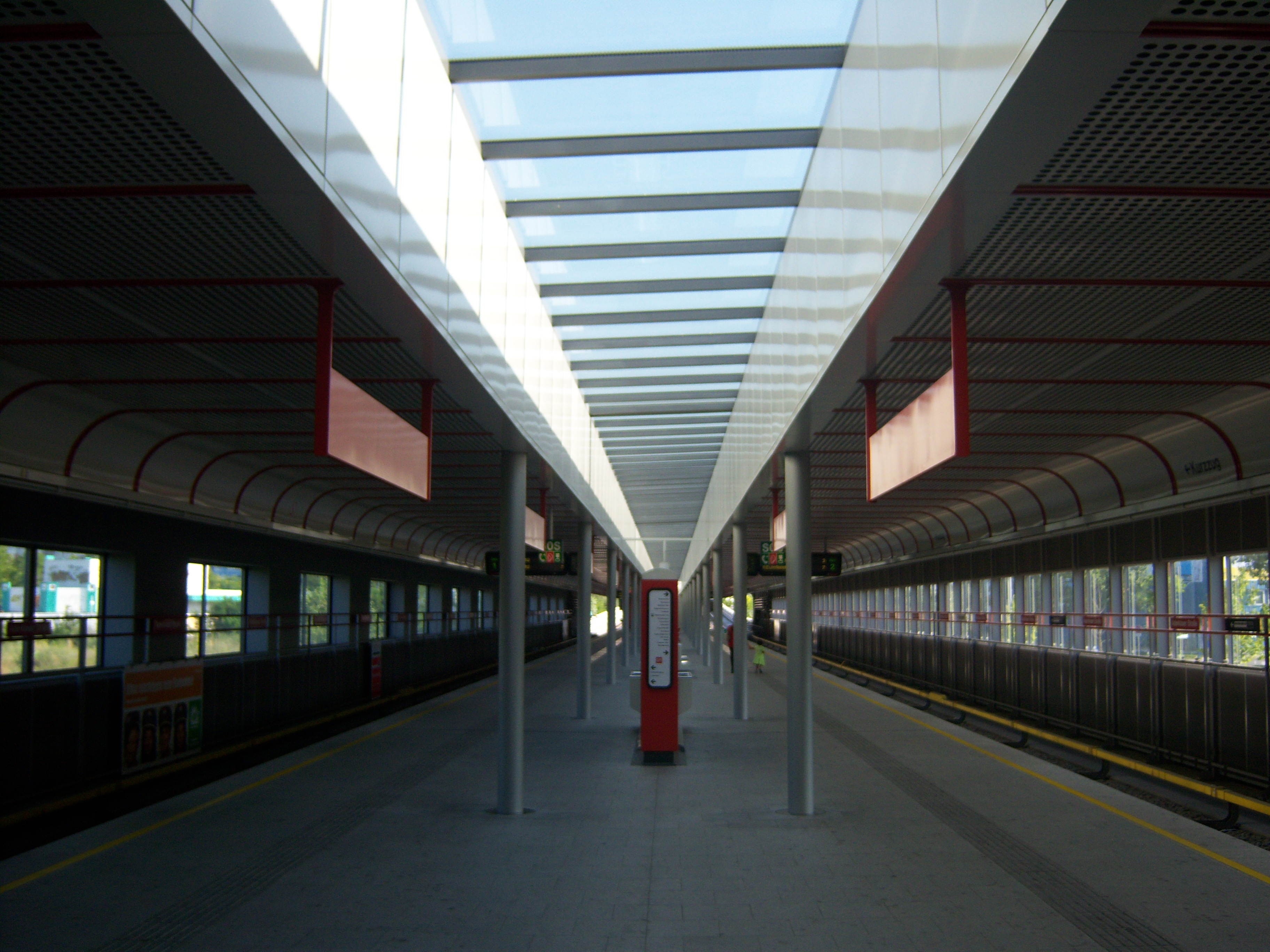
Het perron in de loods.
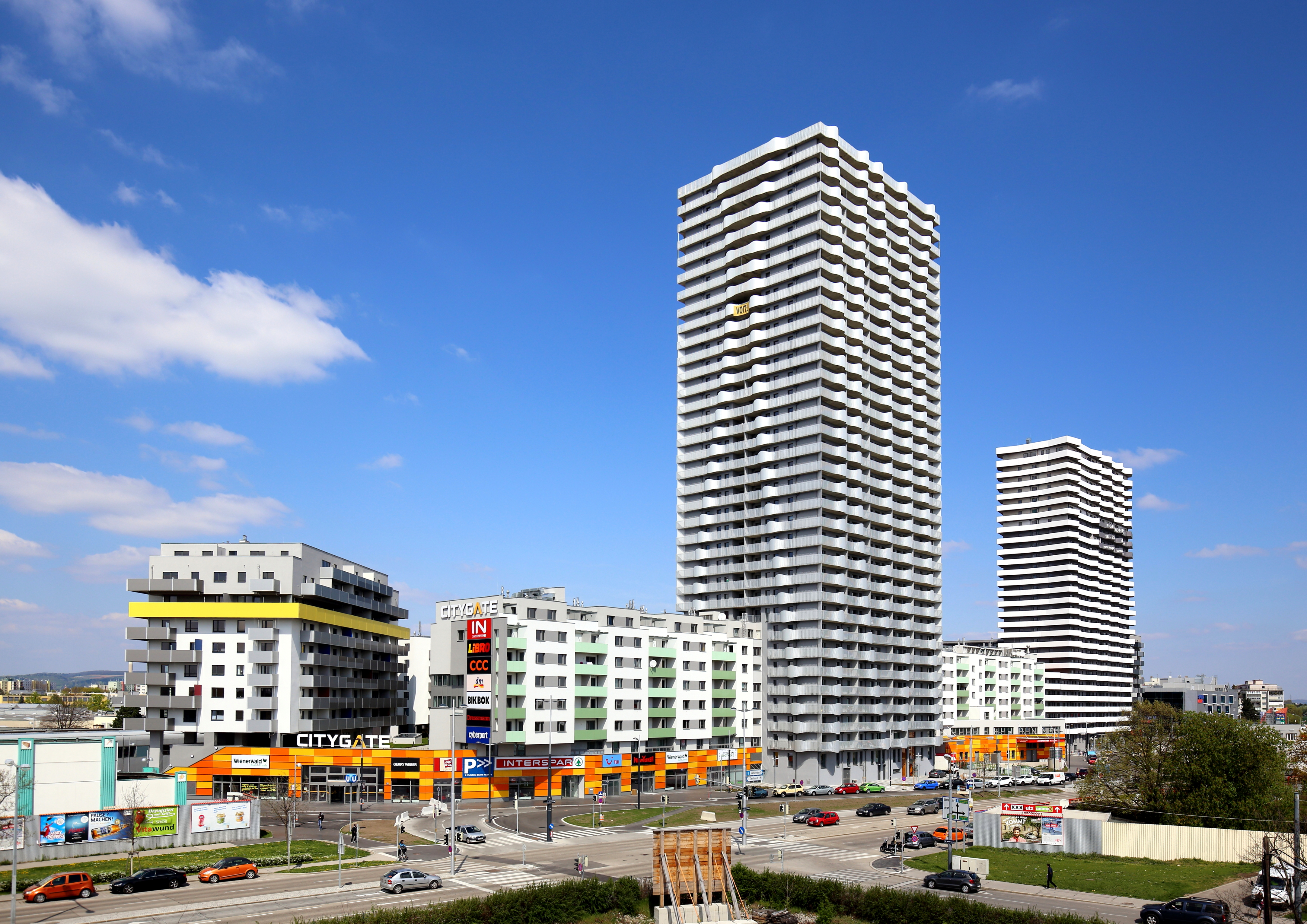
Citygate.